# Langres
Langres – miejscowość i gmina we Francji, w regionie Grand Est, w departamencie Górna Marna.
Według danych na rok 1990 gminę zamieszkiwało 9987 osób, a gęstość zaludnienia wynosiła 447 osób/km².

## Galeria

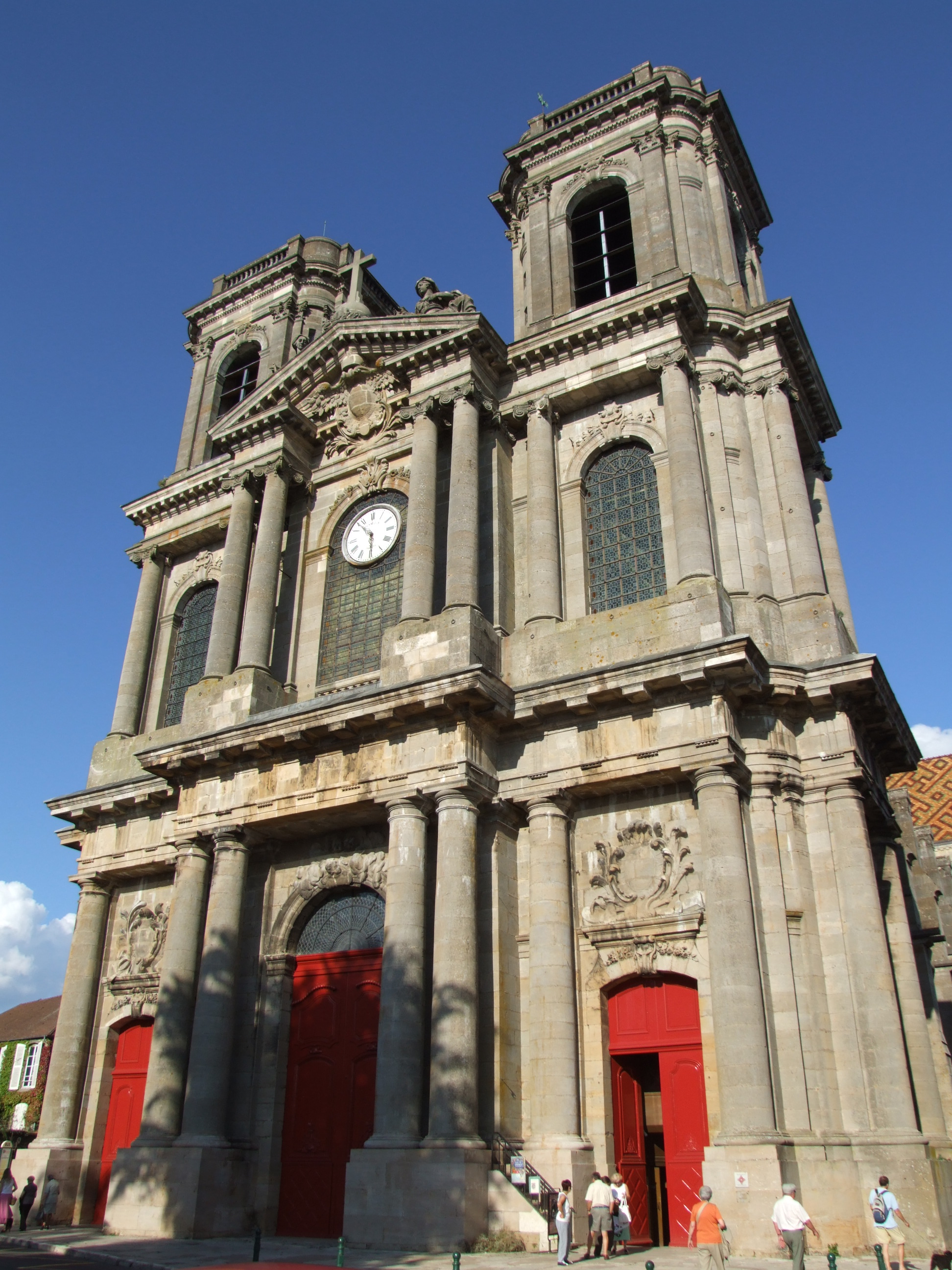
Katedra w Langres, 2007
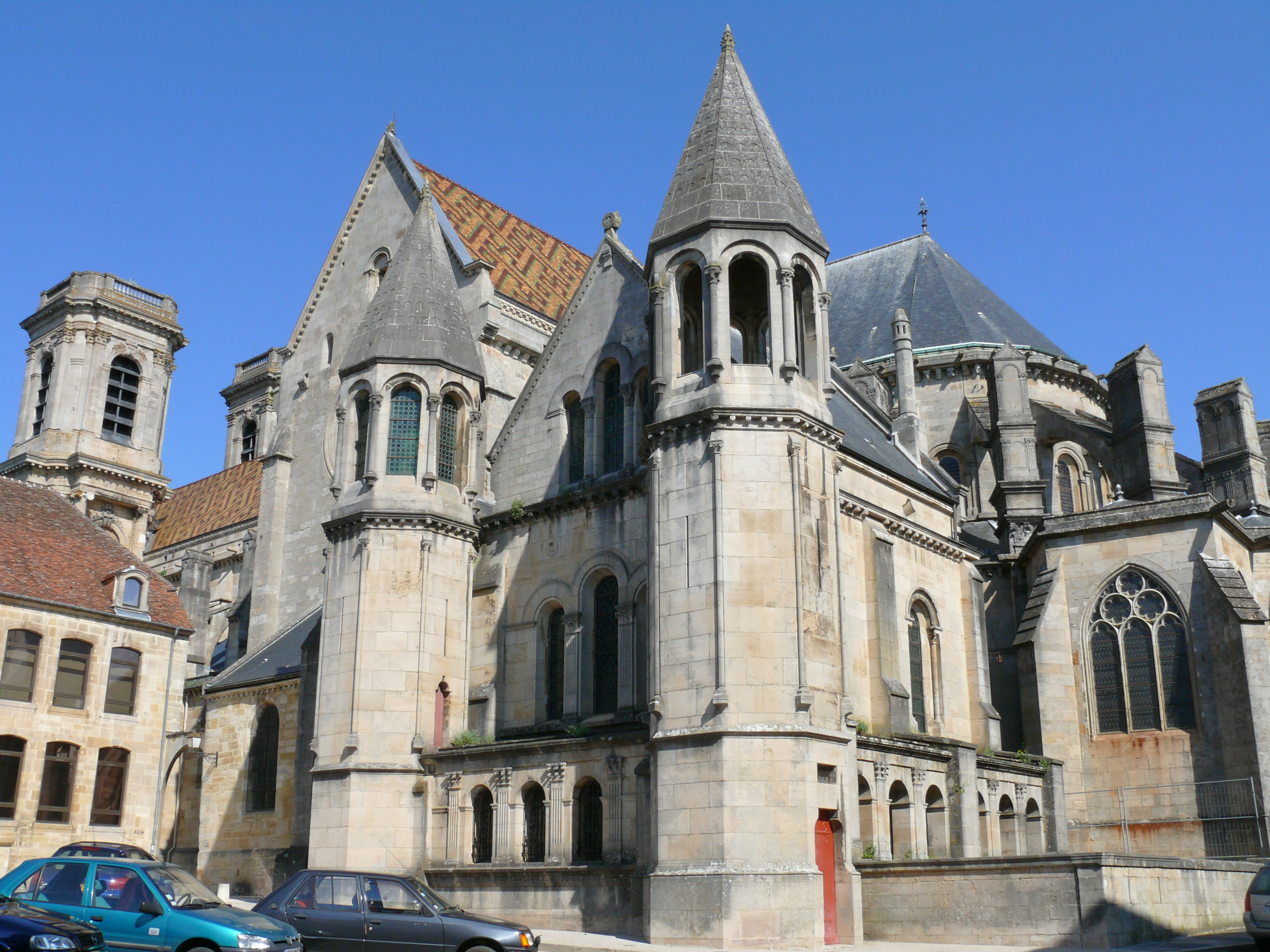
Katedra w Langres, 2008
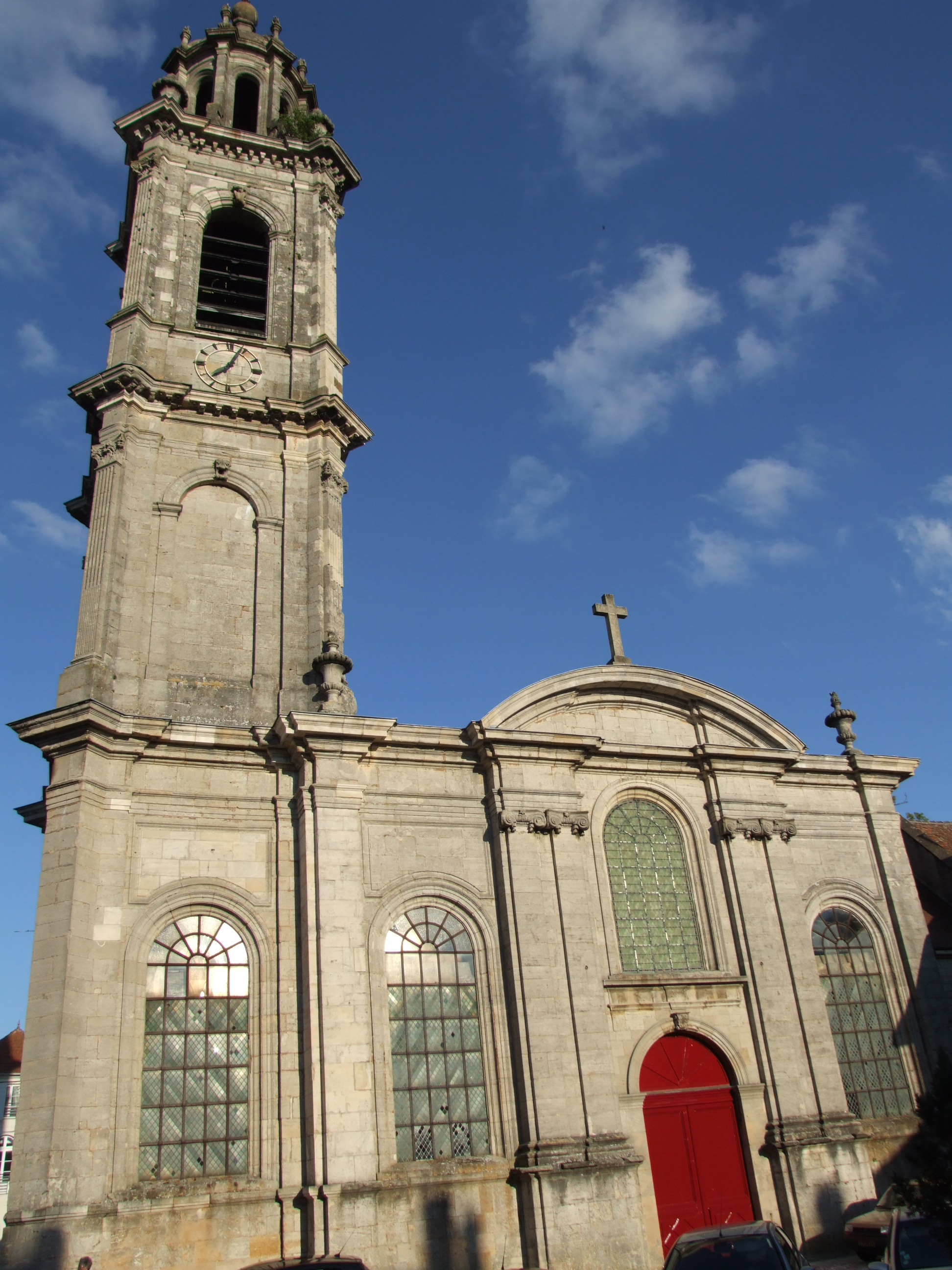
Kościół w Langres, 2007
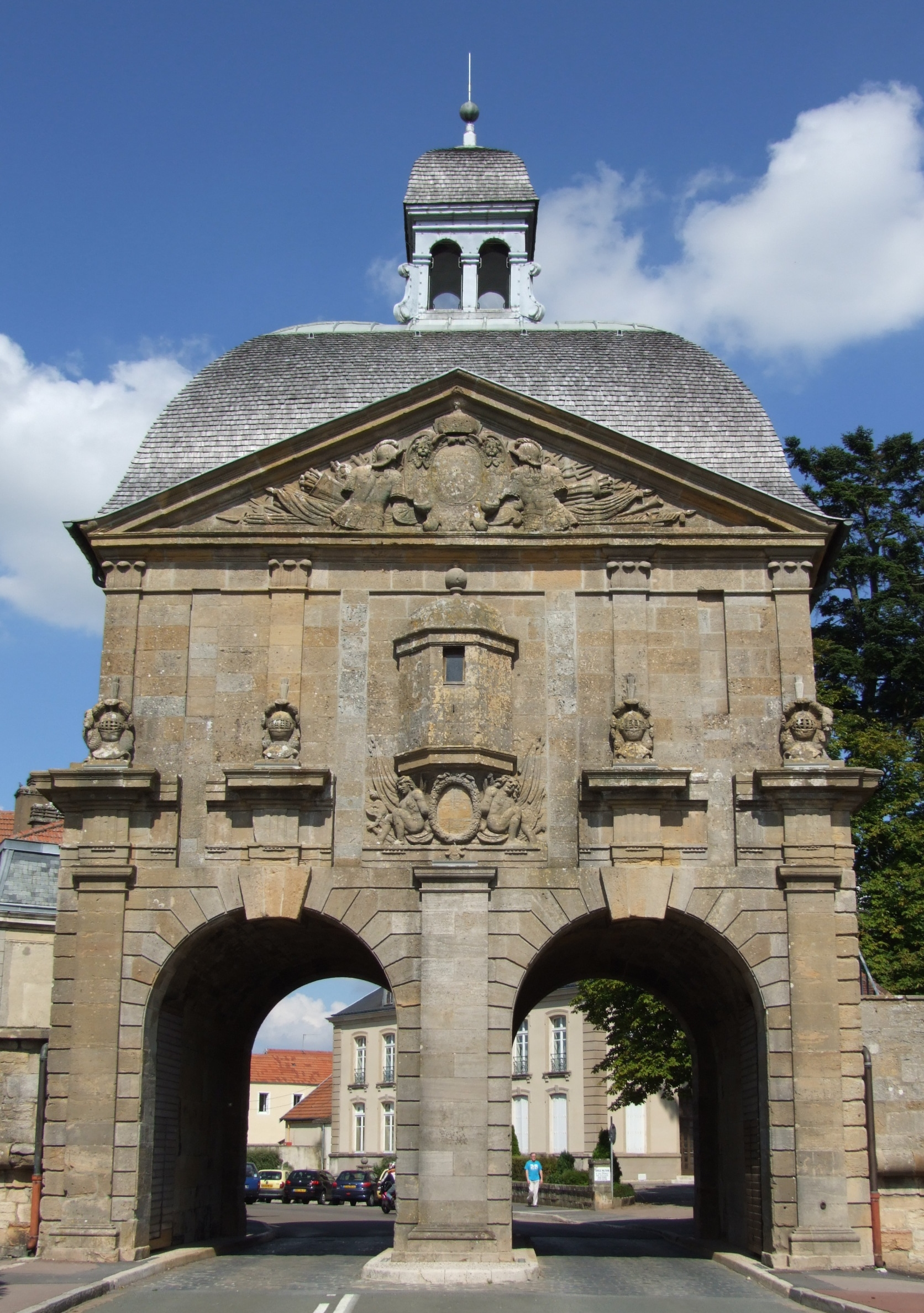
Brama miasta, 2007
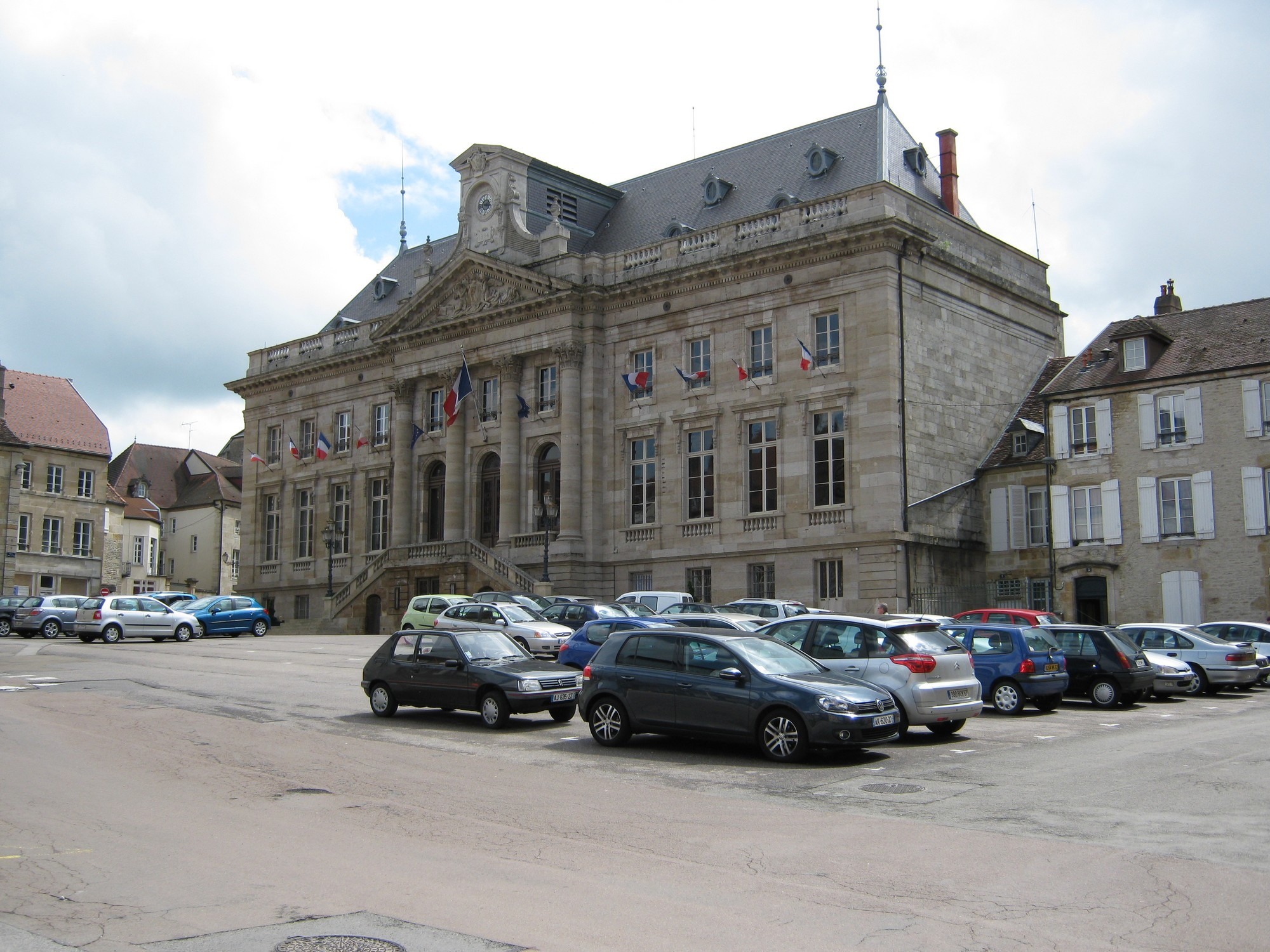
Ratusz w Langres, 2010
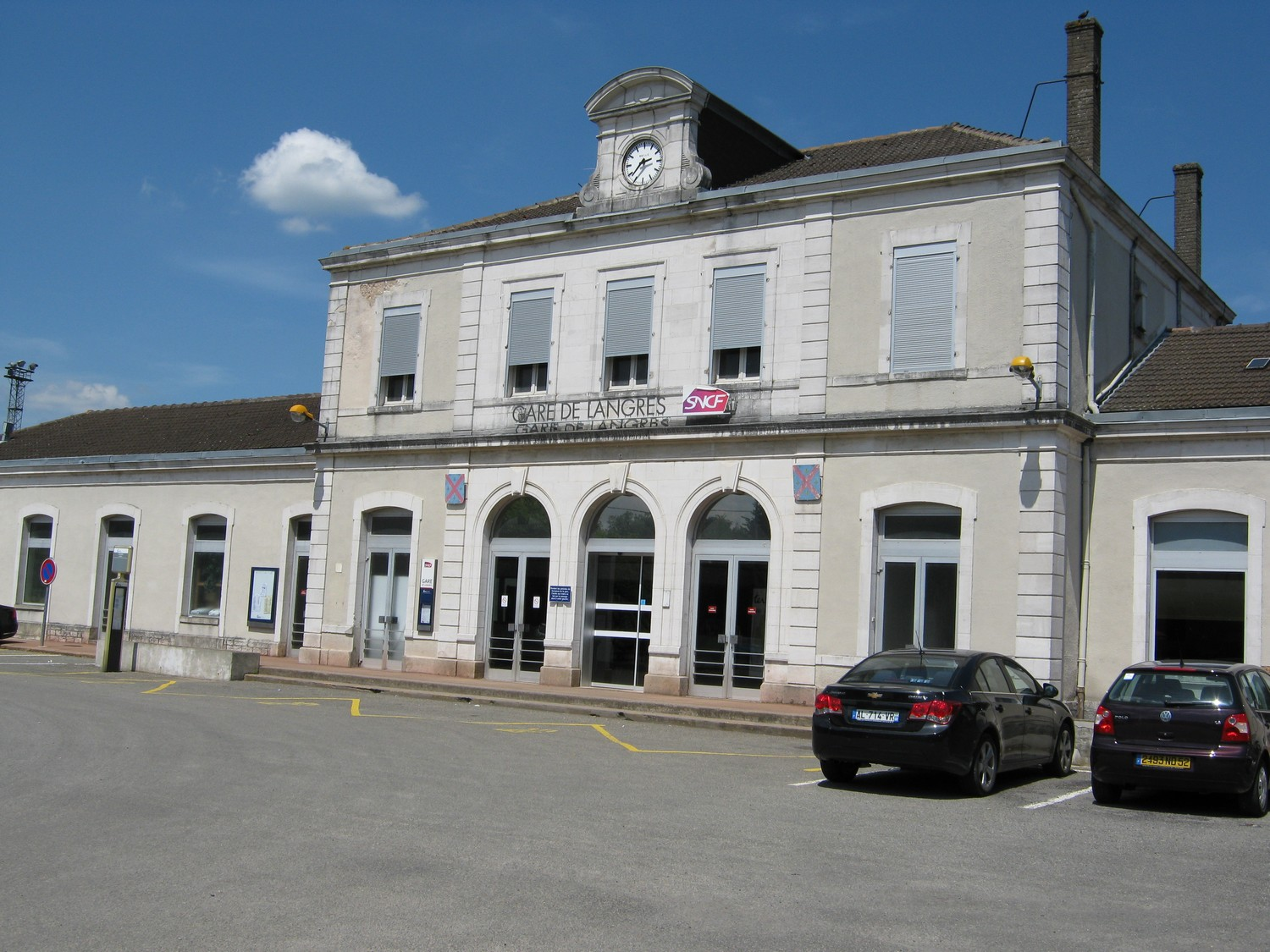
Dworzec kolejowy w Langres, 2010
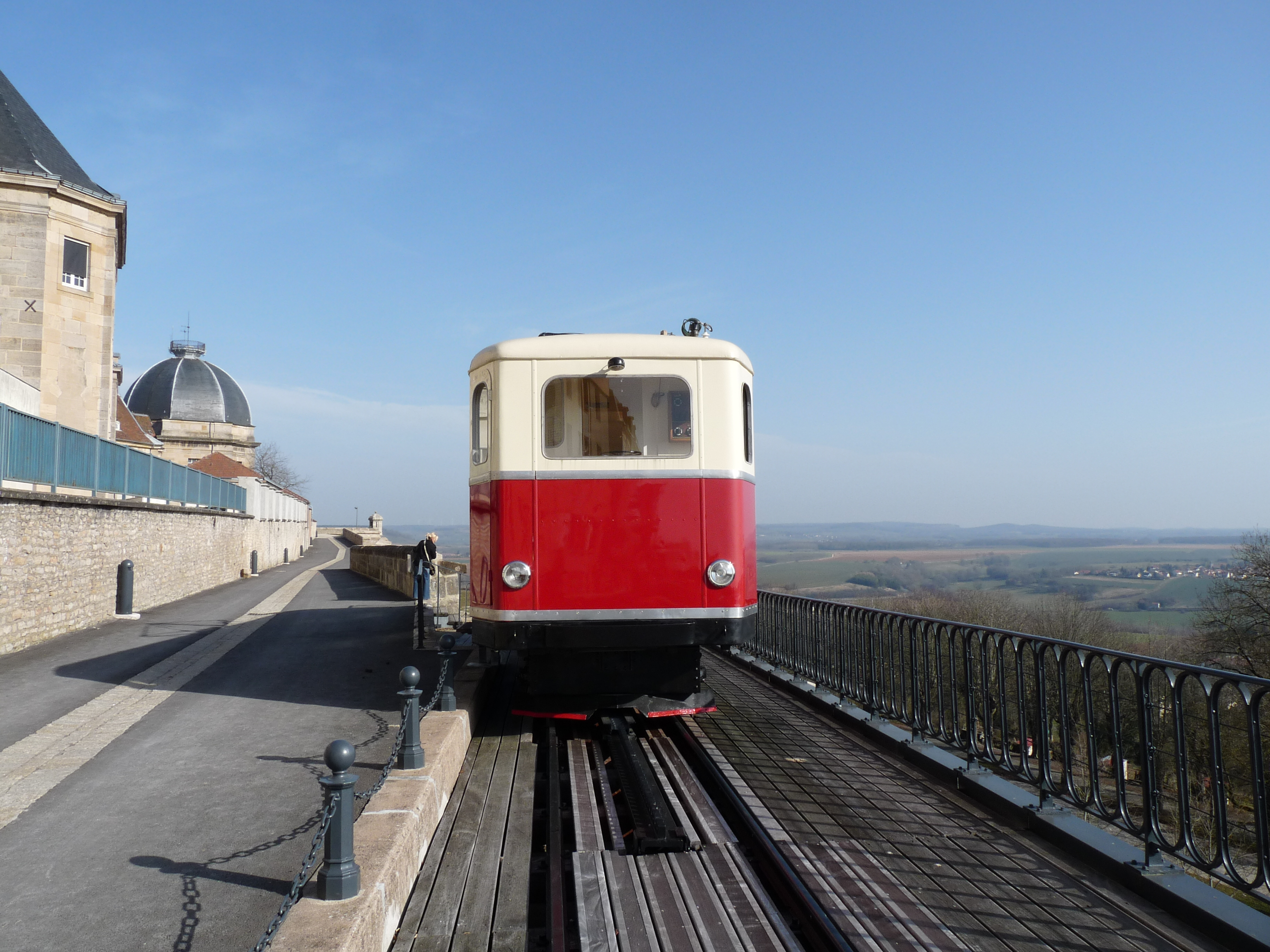
Kolejka wąskotorowa w Langres, 2011
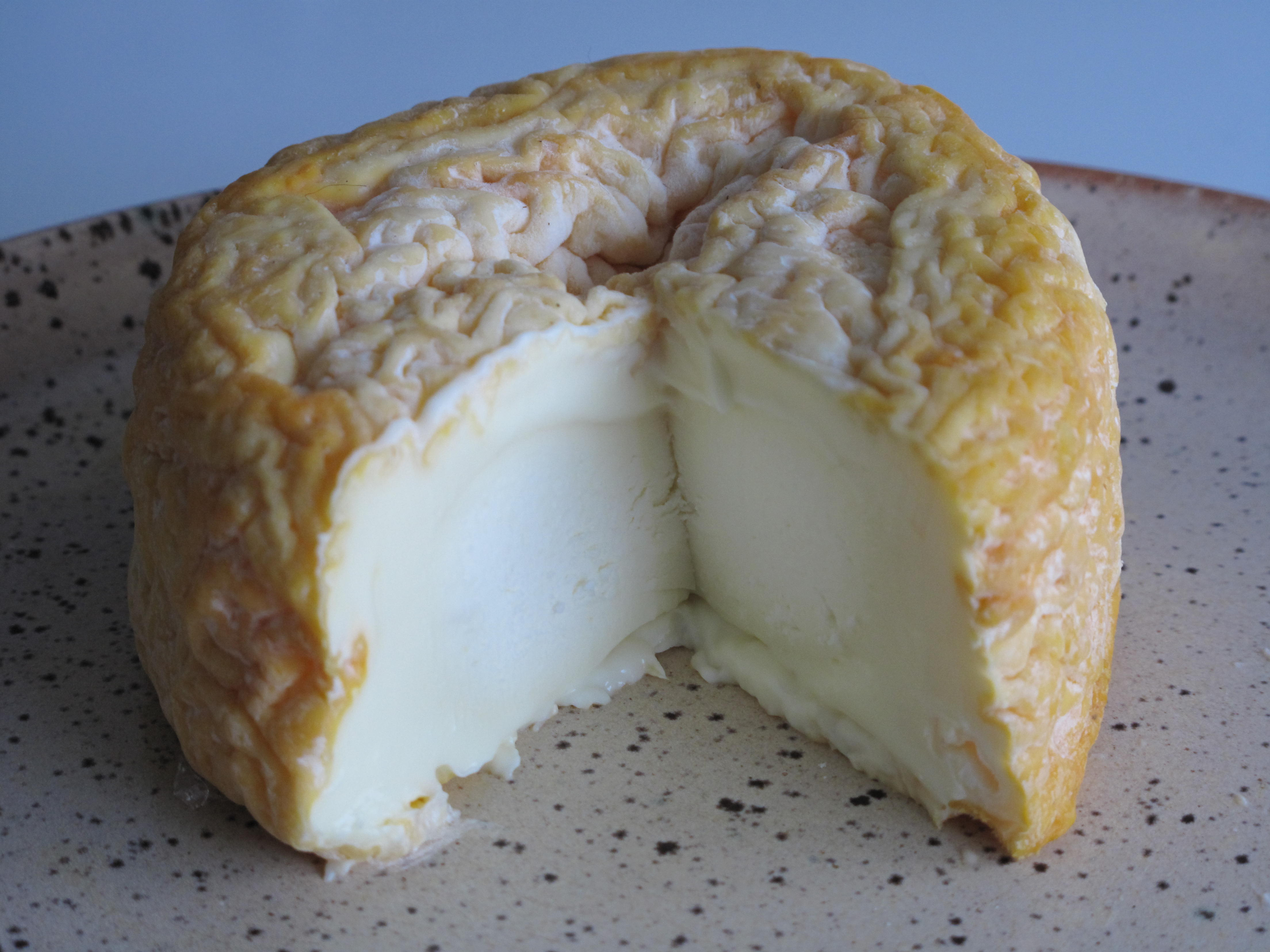
Ser produkowany w Langres, 2001